# Hieracium achlyolepis
Hieracium achlyolepis es una especie de planta con flor del género Hieracium, de la familia Asteraceae, orden Asterales.

## Distribución
Hieracium achlyolepis se distribuye por Noruega.

## Taxonomía
Fue descrita científicamente por Omang. Fue publicada en Bergens Mus. Årbog (Årbok) 1921-1922(7): 104 (1923).